# Nicole Livingstone
Pour les articles homonymes, voir Livingstone.
Nicole Livingstone, née le 24 juin 1971, est une ancienne nageuse australienne, devenue commentatrice sportive pour la télévision.

## Carrière
Lors des Jeux olympiques d'été de 1992 à Barcelone, elle remporte la médaille de bronze sur le 200 m dos. Quatre ans plus tard, aux Jeux d'Atlanta, elle est médaillée d'argent et de bronze sur les deux relais féminins.
Après sa retraite sportive en 1996, elle devient présentatrice et commentatrice sportive. Elle entre également au conseil d'administration du Sport Australia Hall of Fame et de l'équipe australienne de natation.
En 2017, elle devient la nouvelle directrice de la Ligue australienne de football féminin. Pour cela, elle quitte le Comité olympique australien.